# Pinhalzinho (Santa Catarina)
Pinhalzinho é um município brasileiro do estado de Santa Catarina. Sua população, conforme a contagem do Censo Demográfico de 2022, é de 21.972 habitantes.
Localiza-se a uma latitude 26º50'53" sul e a uma longitude 52º59'31" oeste estando a uma altitude de 515 metros. 

## História
Nas terras em que hoje se localiza o município de Pinhalzinho os primeiros habitantes foram povos indígenas. Mais tarde, na década de 1930, começou a imigração de gaúchos em busca de terras. Dos gaúchos, apresentavam-se moradores oriundos de Selbach, no Rio Grande do Sul.
Um desses pioneiros oriundos do Rio Grande do Sul, era José Klassen:
José Klassen e Maria Otilia Klassen, naturais do Rio Grande do Sul, chegaram a Pinhalzinho em 29 de fevereiro de 1948, durante um momento crucial da história do município, ainda em fase inicial de colonização. Naquela época, a cidade contava com apenas oito casas. A viagem foi realizada em um caminhão Chevrolet pequeno até Saudades e, posteriormente, abriram caminho com foice até Pinhalzinho, demonstrando o espírito desbravador do casal. Sua bravura e perseverança abriram caminho para outras famílias, contribuindo para o crescimento populacional e a formação da identidade cultural de Pinhalzinho.

### Contribuições para o Desenvolvimento do Município

#### Empreendedorismo e Inovação
Entre 1958 e 1960, José Klassen construiu o primeiro moinho de Pinhalzinho e de toda a região, impulsionando a agricultura local e facilitando a vida das famílias. O moinho moía milho e trigo, descascava arroz e produzia farinha de mandioca, atendendo a uma demanda vital para a comunidade. A inovação atraiu pessoas não somente de Pinhalzinho, mas de toda a região, que vinham a cavalo ou de carroça para utilizar os serviços do moinho. Sua visão empreendedora gerou renda, emprego e desenvolvimento para a região.

#### Autossuficiência e Habilidade Manual
José Klassen demonstrou grande habilidade manual ao construir sua própria casa, um galpão alto, e todos os móveis da família. Sua capacidade de criar soluções para as necessidades da família e da comunidade foi fundamental para o desenvolvimento do município de Pinhalzinho.

#### Liderança e Cooperação
José Klassen atuava como "mestre" na organização e construção de estradas, essenciais para o escoamento da produção e o acesso à educação e saúde. Reunia um grupo de homens para abrir estradas, liderando-os com eficiência e cooperação.

#### Fé e Devoção
José e Maria Otilia Klassen eram devotos e frequentadores assíduos da igreja, contribuindo ativamente para a comunidade religiosa. Após a morte de José, Maria Otilia continuou a desempenhar um papel significativo na vida religiosa da comunidade.

### Descendência
O casal teve vários filhos: Ivo Lucio Klassen, Beno Nilson Klassen, Edivino Klassen, Lauro Klassen, Norberto Klassen, Alzira Klassen, Maria Olivia Klassen e Florentina Klassen.

## Economia
O município conta com um parque industrial diversificado, com destaque para o setor de agroindústrias, madeireiro, têxtil e mecânico. Pinhalzinho se transformou em Polo industrial de produção de Leite, com as duas maiores fábricas da região, a Aurora e a Tirol.

## Educação
Um dos pontos fortes do município de Pinhalzinho é a educação. Conta hoje com cinco instituições de ensino superior, entre elas, a Universidade do Estado de Santa Catarina (UDESC) que oferece os cursos de Engenharia de Alimentos e Engenharia Química, a Universidade do Oeste de Santa Catarina (UNOESC) e a Horus Faculdades.
Em 2006, recebeu o prêmio de Melhor Gestão da Merenda Escolar, atribuído a poucos municípios do Brasil. No Estado de Santa Catarina obtém a 19ª colocação em qualidade do ensino.
Na educação infantil, Pinhalzinho destaca a inclusão ao Fundeb que proporciona um aumento de recursos para aplicação, inclusive, através da institucionalização do ensino.
O transporte escolar é mantido com recursos próprios e parceria com o Governo do Estado.

## Eventos
Em Pinhalzinho ocorre a Exposição Feira Agropecuária Comercial e Industrial de Pinhalzinho (EFACIP) a cada quatro anos, festa regional do queijo, vinho e salame, e também a feira de agronegócios Itaipu Rural Show, que reúne mais de 40 mil pessoas por ano.

## Prefeitos de Pinhalzinho[7]
- Guilherme Werlang, de 1961 a 1963
- José Bruno Weber, de 1963 a 1968
- Alexandre Grando, de 1968 a 1969
- Gabriel Schaff, de 1969 a 1973
- Paulo Junqueira da Silva, de 1973 a 1977
- Neuro Isidoro Bugnotto, de 1977 a 1980
- José Wolschick Neto, de 1980 a 1983
- Darci Fiorini, de 1983 a 1989
- Clênio José Razera, de 1989 a 1993
- Remi João Ströher, de 1993 a 1997
- Darci Fiorini, de 1997 a 2001
- João Rodrigues, de 2001 a 2002
- Anecleto Galon, de 2002 a 2008
- Fabiano da Luz, de 2009 a 2012
- Fabiano da Luz, de 2013 a 2016
- Mario Afonso Woitexem, de 2017 a 2024
- Alessandro Beltrame, de 2025 a 2028